# Четверикова, Наталья Анатольевна
Наталья Анатольевна Четверико́ва (род. 1 июня 1947, Ленинград) — советская и российская актриса театра и кино. Заслуженная артистка РСФСР (1982).

## Биография
Родилась 1 июня 1947 года в Ленинграде. В 1970 году окончила ЛГИТМиК (кафедра драматического искусства, педагог — Рубен Агамирзян). Перед 4-м курсом вышла замуж за однокурсника Михаила Самочко и после окончания института вместе с ним уехала в Мурманск. В 1970—1973 годах играла в Мурманском драматическом театре.
В 1974 году вернулась в Ленинград к своему педагогу и вошла в труппу Ленинградского драматического театра имени В. Ф. Комиссаржевской (ныне Академический драматический театр имени В. Ф. Комиссаржевской), где сыграла более 70 ролей.
В кино дебютировала в 1968 году, ещё будучи студенткой института. Её первые фильмы «Любить» (1968) и «Семь невест ефрейтора Збруева» (1970) сделали Четверикову узнаваемой и популярной.

## Личная жизнь

### Семья
- Отец — Анатолий Александрович Четвериков (1913—1996), инженер.
- Мать — Людмила Александровна Четверикова (1917—2000), врач-терапевт.
- Брат — актёр Владимир Анатольевич Четвериков (1940—2000).
- Муж — актёр Михаил Иванович Самочко (р. 1948), заслуженный артист РСФСР.

## Награды и премии
- Заслуженная артистка РСФСР (21.10.1982).

## Театральные работы

### Мурманский драматический театр
- «Старший сын» А. Вампилов — Нина
- «Московские каникулы» А. Кузнецов — Катя
- «Валентин и Валентина» М. Рощин — сестра Валентина
- «А зори здесь тихие» Б. Васильев — Галя Четвертак
- "Трамвай «Желание» Т. Уильямс — сумасшедшая
- «Тогда в Севилье» С. Алешин
- «Затюканный апостол» А. Макаёнок — дочь
- «Антонина» Г. Мамлин — Антонина

### Драматический театр имени В. Ф. Комиссаржевской
- 1970 — «Тогда в Севилье», С. Алешин — Лючия, Розитта
- 1974 — «Проходной балл», Б. Рацер, В. Константинов — Поля
- 1974 — «Романтика для взрослых», И. Зверев — Тоська, Раймонда
- 1975 — «Пелагея и Алька», Ф. Абрамов — Лида
- 1975 — «Женитьба», Н. В. Гоголь — Агафья Тихоновна
- 1975 — «Не беспокойся, мама!», Н. Думбадзе — Дадуна
- 1975 — «Если бы небо было зеркалом…», Н. Думбадзе — Хатиа
- 1975 — «Иосиф Швейк против Франца-Иосифа», Б. Рацер, В. Константинов — Маричка, Боженка
- 1976 — «Десять нераспечатанных писем», М. Шатров — Даша
- 1976 — «Смерть Иоанна Грозного», А. Толстой — Мария Годунова
- 1977 — «Притворщики», Э. Брагинский, Э. Рязанов — Алла
- 1977 — «Царь Федор Иоаннович», А. Толстой — Боярышня
- 1977 — «Мои Надежды», М. Шатров — Надежда, Лена
- 1978 — «Бумбараш», А. Гайдар — Баба
- 1978 — «Пять вечеров», А. Володин — Катя
- 1978 — «Царь Борис», А. Толстой — царица Мария Григорьевна (жена Годунова)
- 1978 — «Легенда о шутовском колпаке», Г. Горин — Нэлле, Бэткен, Анна
- 1978 — «Забыть Герострата», Г. Горин — Эрита
- 1979 — «Гнездо глухаря», В. Розов — Зоя
- 1977 — «Принцесса и дровосек», Г. Волчек, М. Микаэлян — гадалка Аза
- 1980 — «Феномены», Г. Горин — Дежурная
- 1980 — «Возвращение к жизни», Н. Думбадзе — Женя
- 1980 — «Синие кони на красной траве», М. Шатров — Сапожникова
- 1981 — «Дипломат», С. Алешин — Ляля
- 1982 — «Генерал Серпилин», К. Симонов — Аня
- 1982 — «Вот так карнавал!», Л. Караджале — Дидина
- 1983 — «Последняя любовь Насреддина», Б. Рацер, В.Константинов — Жена
- 1984 — «Новоселье в старом доме», А. Кравцов — Елизавета
- 1984 — «Выбор», Ю. Бондарев — Надя
- 1985 — «Недотепино королевство», Л. Устинов — Королева
- 1985 — «Неоконченный портрет», А. Чаковский — Дейзи
- 1985 — «Двадцать дней без войны», К. Симонов — Ксения
- 1985 — «Наша милая семья», Л. Немет — Лиди
- 1986 — «Дети Ванюшина», С. Найденов — Клавдия
- 1986 — «Гнездо глухаря», В. Розов — Ариадна
- 1987 — «Скамейка», А. Гельман — Она
- 1987 — «С днем рождения, Ванда Джун!», К. Воннегут — Милдред
- 1988 — «Колыма», И. Дворецкий — Вера Ивановна
- 1988 — «Восточная трибуна», А. Галин — Подрезова
- 1989 — «Диктатура совести», М. Шатров — Зотова
- 1989 — «Лакейские игры», Э. Брагинский — Зобова
- 1991 — «Полоумный Журден», М. Булгаков — Николь
- 1991 — «Царский сон», Л. Устинов — Цыганка Аза
- 1992 — «Антиквариат», А. Пукемаа — Лена
- 1992 — «Обитель теней», Б. Стейвис — Луиза
- 1992 — «Кин IV», Г. Горин — Графиня Госсуил, Дама в шляпке
- 1993 — «Сны Изабеллы Кей», И. Лейтнер — Надзирательница
- 1993 — «Идиот», Ф. Достоевский — Варвара
- 1995 — «Дело корнета О-ва», Е. Гремина — Лукерья
- 1995 — «Приглашение в замок», Ж. Ануй — Капюла
- 1997 — «Прощай, клоун!», В. Воробьев — Мать Джельсомины, Хозяйка, Монахиня, Актриса цирка
- 1997 — «Яма», В. Вербин — Генриетта, Тамара
- 1997 — «Царь Борис», А. Толстой — Царица Мария Федоровна Нагая (вдова Иоанна Грозного)
- 2000 — «Утоли моя печали», С. Буранов — Анна Михайловна
- 2001 — «Шут Балакирев», Г. Горин — Бурыкина
- 2003 — «Вальс энтузиастов», В. Вербин — Людмила Георгиевна
- 2006 — «С тобой и без тебя», Ф. Менчелл — Милдред
- 2008 — «Живой товар», А. П. Чехов — Кухарка
- 2011 — «Невольницы», А. Н. Островский — Марфа Севастьяновна (экономка)

### Санкт-Петербургский театр «Русская антреприза» им. Андрея Миронова
- 1987 — «Моя парижанка», Р. Ламурё — Мадам Сивель

## Фильмография
1. 1968 — Любить… — Вера, девушка Сергея
2. 1969 — Пятеро с неба — Катерина Тимофеевна, внучка паромщика
3. 1970 — Семь невест ефрейтора Збруева — Надежда Терентьева (вторая невеста, ткачиха из общежития)
4. 1971 — Дорога на Рюбецаль — Манечка, юная партизанка
5. 1971 — Чёрные сухари (СССР, ГДР) — эпизод
6. 1972 — Дела давно минувших дней… — Зоя, дочь Злотникова
7. 1973 — Двое в пути — Тоня Хлебникова, подруга Оли
8. 1974 — Вылет задерживается — Люся, официантка
9. 1975 — Шаг навстречу (новелла «Дочь капитана») — девушка
10. 1977 — Девочка, хочешь сниматься в кино? — маляр, «подруга», «художница по карусели»
11. 1979 — Бабушкин внук — Нина Ивановна, классный руководитель
12. 1982 — Варварин день — Кланя, подруга Варвары
13. 1983 — Место действия — Наташа Светозарова, актриса
14. 1989 — Невыдуманные рассказы о прошлом
15. 1992 — Ключ — жена адвоката
16. 2003 — Улицы разбитых фонарей 5 (18-я серия «Крайние обстоятельства») — Людмила Фёдоровна Горячева, продавщица в магазине «Ткани»
17. 2007 — Расплата (3-я серия) — Наталья Гавриловна, мать Амелиной
18. 2011 — Защита свидетелей (5-я серия) — Вера Павловна Анкудинова, свидетельница